# Yoshiaki Kawajiri
Yoshiaki Kawajiri (川 尻 善昭 Kawajiri Yoshiaki, nascido em 18 de novembro de 1950) é escritor e diretor de animação japonesa. Ele é o criador de títulos como Wicked City, Ninja Scroll e Vampire Hunter D: Bloodlust.

## Carreira
Cresceu em Yokohama. Depois de se formar no ensino médio em 1968, começou sua carreira fazendo animação supervisionada, assim como design de personagens. Trabalhou como animador da Mushi Production Animation até o estúdio fechar em 1972. Ele então se juntou ao estúdio Madhouse e, na década de 1970, foi promovido para o diretor de animação. Ele finalmente estreou como diretor de cinema com na animação de 1984, Lensman: Secret of The Lens, dirigindo em junto com o mais experiente Kazuyuki Hirokawa, Kawajiri também fez o design do personagem junto com Kazuo Tomizawa. Ganhando interesse em um estilo de animação mais sombria, ele dirigiu The Running Man. Depois, ele foi instruído a fazer um curta-metragem de 35 minutos com base nas novelas de Hideyuki Kikuchi, que foi lançado como Wicked City. Depois de completá-lo, no entanto, seus produtores ficaram tão impressionados que ele foi convidado a fazer um longa-metragem. Kawajiri apreciou o tom escuro e concordou em gerenciar e completar o filme dentro de um ano.
Wicked City recebeu sucesso crítico e comercial quando lançado em 1987, dando a Kawajiri liberdade mais criativa. Ele começou a escrever e desenhar seu próprio filme sobre o Japão feudal. O resultado, Ninja Scroll, sobre o herói popular japonês Jubei Yagyu, foi lançado em breve. Após a versão ocidental em 1996, o status de Kawajiri como diretor recebeu reconhecimento internacional. Ele também dirigiu Vampire Hunter D: Bloodlust, que foi baseado em uma novela de Hideyuki Kikuchi.
Kawajiri também dirigiu  Highlander: The Search for Vengeance. Foi lançado em DVD em 5 de junho de 2007. De acordo com uma entrevista com o produtor Galen Walker, Kawajiri não gostou do fato de que 7-8 minutos de cenas adicionadas sem sequência de texto de exposição de abertura foram removidos quando o filme foi lançado.

## Filmografia

### Filmes
- Lensman: Secret of The Lens  (1984) - diretor, storyboard, design de personagens, animação de teclas
- "Wicked City  - diretor, roteirista (como Kisei Choo),
- Neo Tóquio  (1987) (Segmento: "The Running Man") - diretor, roteirista, design de personagem, diretor de animação
- Demon City Shinjuku (1988) - diretor,[4] design de personagem
- A Wind Named Amnesia  (1990) - roteirista, supervisão
- Ninja Scroll  (1993) - diretor, roteirista, trabalho original, design de personagem original
- Vampire Hunter D: Bloodlust  (2000) - diretor, roteirista, storyboard
- The Animatrix  (2003) - diretor (Segmento: "Programa"), roteirista (Segmentos: "Record Mundial" e "Programa")
- Azumi 2: Death or Love  (2005) - roteirista
- Highlander: The Search for Vengeance  (2007) - diretor, storyboard, animação-chave

### OVAs
- The Phoenix -Space-  (1987) - diretor
- Goku: Midnight Eye  (1989) diretor
- Cyber City Oedo 808  (1990) - diretor, design de personagem
- ' The Cockpit' '(1994) (Segmento: "Slipstream") - diretor, roteirista, design de personagem, diretor de animação
- Biohunter  (1995) - roteirista, supervisão, animação de teclas
- Birdy the Mighty  (1996) - diretor, roteirista, storyboard, animação-chave
- Batman: Gotham Knight  (2008)

### série de TV
- X  (2001) - diretor, roteiro, storyboard
- Ninja Scroll: The Series  (2003) - criador original

### Outro trabalho
- Dororo  (1969) - animação intermediária
- Cleopatra  (1970) - animação interminável
- Tomorrow's Joe  (1970) - in-between animation, key animation
- New Moomin  (1972) - animação de teclas
- 'Science Ninja Team Gatchaman' '(1972) - animação-chave
- Dokonjō Gaeru  (1972) - animação-chave
- Aponte para o Ace!  (1973) - terminando Ilustração, animação de teclas
- Jungle Kurobe  (1973) - animação-chave
- Samurai Giants  (1973) - animação-chave
- Judo Sanka  (1974) - animação-chave
- Hajime Ningen Gyatoruz  (1974) - animação-chave
- The Fire G-Man  (1975) - animação de teclas
- ' Aventuras de Ganba' '(1975) - animação-chave
- Demon Dragon of the Heavens Gaiking  (1976) - animação-chave
- Manga Sekai Mukashi Banashi  (1976) - diretor de episódio, design de personagem, animação de chave, arte de fundo
- Manga Nihon Mukashi Banashi  (1976) - diretor do episódio, design de personagem (sem créditos), animação-chave, arte de fundo
- Jetter Mars  (1977) - animação-chave
- Future Boy Conan  (1978) - animação-chave
- Animação Kikō Marco Polo no Bōken  (1979) - storyboard, animação-chave
- Botchan  (1980) - animação de teclas
- The Fantastic Adventures of Unico  (1981) - animação chave, configuração (assistência)
- The Sea Prince e o Fire Child  (1981) - animação-chave
- A porta no verão  (1981) - layout
- Wandering Cloud  (1982) - storyboard, layout, animação de teclas (sem créditos)
- Unico na Ilha da Magia  (1983) - layout, animação-chave
- Barefoot Gen  (1983) - animação de teclas
- Harmagedon  (1983) - animação de teclas
- Georgie!  (1983) - animação de abertura
- Pare!! Hibari-kun!  (1983) diretor do episódio
- The Dagger of Kamui  (1985) - animação-chave
- Barefoot Gen 2  (1986) - animação de teclas
- Toki no Tabibito -Time Stranger-  (1986) - animação de teclas
- Junk Boy  (1987) - especial CF
- Bride of Deimos  (1988) - animação de teclas
- Legend of the Forest  (1988) - animação-chave
- Legend of the Galactic Heroes  (1988) - design de personagem convidado
- Kimba the White Lion  (1989) - design de personagem
- Record of Lodoss War  (1990) - animação-chave
- Zetsuai 1989  (1992) - storyboard
- Phantom Quest Corp.  (1994) - animação de abertura
- Bronze: Cathexis  (1994) - storyboard
- Azuki-chan  (1995) - design de personagem
- Memórias